# Simplex Nthala
Simplex Nthala est un footballeur malawite né le 24 février 1988 à Blantyre. Il évolue au poste de gardien de but avec Liga Muçulmana.

## Carrière
- 2008-2011 : MTL Wanderers ( Malawi)
- 2011-... : Liga Muçulmana ( Mozambique)